# Шидлер (Оклахома)
Шидлер (англ. Shidler) — місто (англ. city) в США, в окрузі Осадж штату Оклахома. Населення — 328 осіб (2020).

## Географія
Шидлер розташований за координатами 36°46′51″ пн. ш. 96°39′35″ зх. д. / 36.78083° пн. ш. 96.65972° зх. д. (36.780760, -96.659633).  За даними Бюро перепису населення США в 2010 році місто мало площу 2,00 км², уся площа — суходіл.

## Демографія
Згідно з переписом 2010 року, у місті мешкала 441 особа в 182 домогосподарствах у складі 119 родин. Густота населення становила 221 особа/км².  Було 272 помешкання (136/км²).
Расовий склад населення:
| - 77,3 % — білих - 10,4 % — корінних американців - 0,7 % — азіатів - 0,2 % — чорних або афроамериканців |

До двох чи більше рас належало 10,9 %. Частка іспаномовних становила 2,7 % від усіх жителів.
За віковим діапазоном населення розподілялося таким чином: 27,9 % — особи молодші 18 років, 53,3 % — особи у віці 18—64 років, 18,8 % — особи у віці 65 років та старші. Медіана віку мешканця становила 37,4 року. На 100 осіб жіночої статі у місті припадало 95,1 чоловіків;  на 100 жінок у віці від 18 років та старших — 92,7 чоловіків також старших 18 років.
Середній дохід на одне домашнє господарство  становив 47 654 долари США (медіана — 41 500), а середній дохід на одну сім'ю — 53 227 доларів (медіана — 51 250). За межею бідності перебувало 17,9 % осіб, у тому числі 26,1 % дітей у віці до 18 років та 12,1 % осіб у віці 65 років та старших.
Цивільне працевлаштоване населення становило 149 осіб. Основні галузі зайнятості: освіта, охорона здоров'я та соціальна допомога — 25,5 %, сільське господарство, лісництво, риболовля — 17,4 %, мистецтво, розваги та відпочинок — 8,1 %, роздрібна торгівля — 7,4 %.